# تي يو في

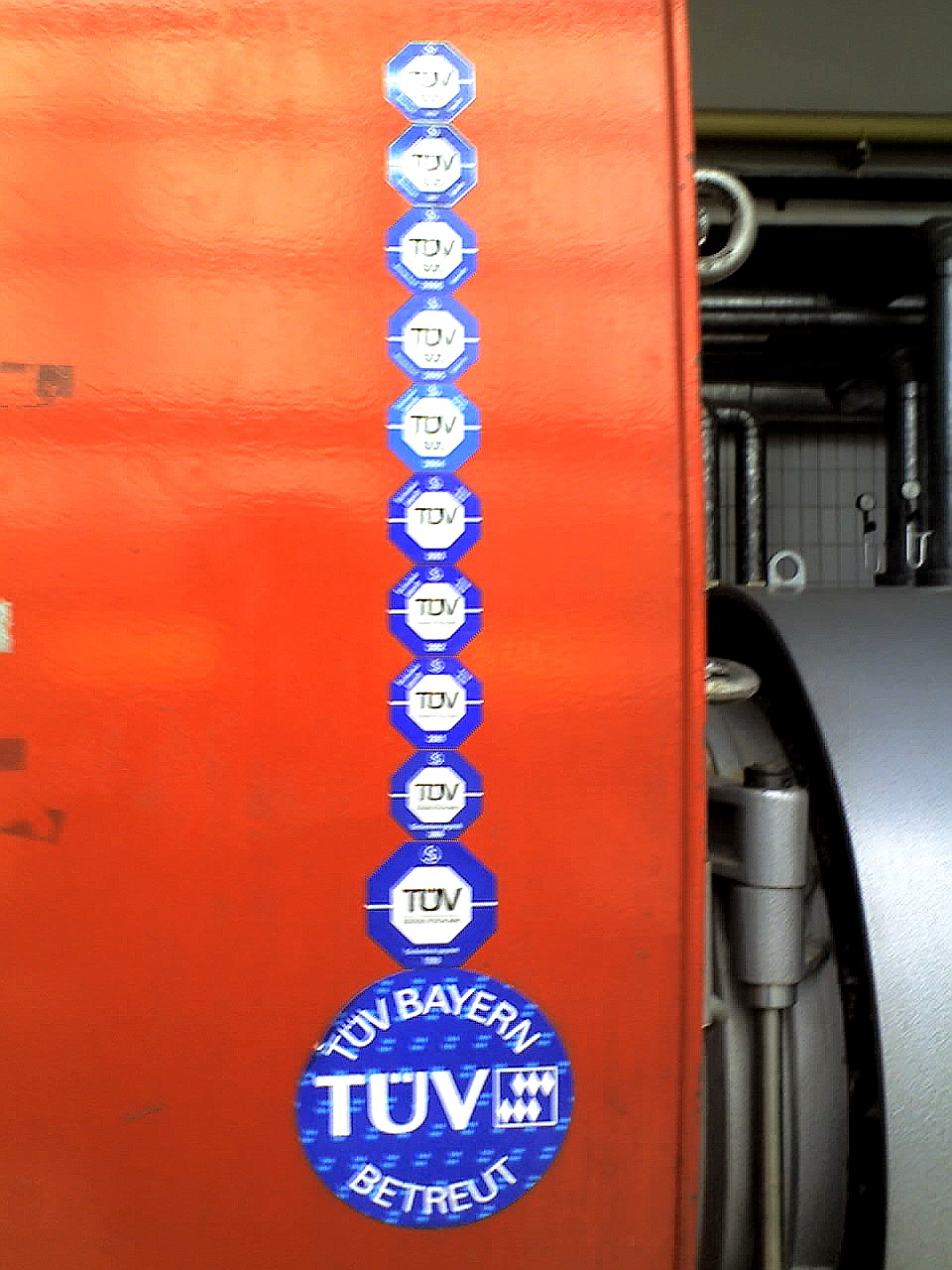
مرجل أنبوبي عودة أفقي مع علامة توضح شهادة TÜV

تي يو في (TÜV) اختصار (بالألمانية: Technischer Überwachungsverein)‏، (بالإنجليزية: Technical Inspection Association)‏ هي الشركات الألمانية النمساوية والتي تقدم خدمات التفتيش وشهادات اعتماد المنتج 